# Замок Карригахольт
Замок Карригахольт — средневековый замок в деревне Карригахольт, графство Клэр, Ирландия.
Карригахольт был построен около 1480 года МакМагонами, владельцами полуострова Коркабаскин. Он расположен у окончания рыболовецкой пирса с видом на эстуарий Шаннона и прилегающую бухту. Это высокая, хорошо сохранившееся пятиэтажная жилая башня с богатой и яркой историей. Эта территория официально входит в Гэлтахт — районы Ирландии, где сохранился ирландский язык как разговорный. Возле замка есть церковь Святой Девы Марии, построенная в 1832—1833 годах. Рядом есть колледж Колойсте Эоган Ви Хомрайде (ирл. — Coláiste Eoghain Uí Chomhraidhe) с ирландским языком обучения, основанный в 1912 году. Там учится немало студентов из разных уголков Ирландии, желающих усовершенствовать свои знания ирландского языка. У замка Карригаголт родился Юджин О'Карри – известный ирландский историк.

## История
Замок неоднократно подвергался осаде.
В сентябре 1588 года в  нём жил Тадг Каех «недальновидный» Мак Матгамхна (Тейге МакМагон).  В то время семь кораблей Великой армады пришвартовались в Карригахольте; сразу после этого, несмотря на отсутствие помощи от остальных МакМагонов, замок выдержал осаду сэра Коньерса Клиффорда, правителя Коннахта . В 1589 году четвёртый граф Томонд взял замок после четырёхдневной осады, и, в нарушение договорённости со сдавшимися, повесил всех его защитников. 
Затем право владения замком перешло к его брату Доналу О’Брайену, при котором в замке появилось несколько новых окон и камин на пятом этаже, на котором обозначена дата 1603 г. Внуком Донала был прославленный 3-й виконт Клэр, который обитал в Карригахольте, и основал конный полк, известный также как «Жёлтые драгуны» для армии короля Якова II Стюарта. 
После того, как вильямиты уступили свои обширные поместья площадью 80 квадратных миль (230 км²) английскому королевскому дому, замок перешёл под контроль семейства Бёртон, которое оставило его в конце XIX века.